# Стравчин (гміна)
Гміна Стравчин (пол. Gmina Strawczyn) — сільська гміна у східній Польщі. Належить до Келецького повіту Свентокшиського воєводства.
Станом на 31 грудня 2011 у гміні проживало 10254 особи.

## Територія
Згідно з даними за 2007 рік площа гміни становила 86.26 км², у тому числі:
- орні землі: 74.00%
- ліси: 19.00%

Таким чином, площа гміни становить 3.84% площі повіту.

## Населення
Станом на 31 грудня 2011:
| Опис     | Загалом | Загалом | Чоловіки | Чоловіки | Жінки | Жінки |
| -------- | ------- | ------- | -------- | -------- | ----- | ----- |
| одиниця  | осіб    | %       | осіб     | %        | осіб  | %     |
| все      | 10254   | 100     | 5138     | 50.11    | 5116  | 49.89 |
| міське   | 0       | 100     | 0        |          | 0     |       |
| сільське | 10254   | 100     | 5138     | 50.11    | 5116  | 49.89 |

## Сусідні гміни
Гміна Стравчин межує з такими гмінами: Лопушно, Медзяна Ґура, Мнюв, Пекошув.